# Taenioides esquivel
Taenioides esquivel es una especie de pez de la familia de los Gobiidae en el orden de los Perciformes.

## Morfología
Los machos pueden llegar a alcanzar los 29,2 cm de longitud total.

## Hábitat
Es un pez de clima subtropical y demersal.

## Distribución geográfica
Se encuentra en Mozambique y Sudáfrica.

## Observaciones
Es inofensivo para los humanos. 